# Jeżogłówka zapoznana
Jeżogłówka zapoznana (Sparganium erectum subsp. neglectum (Beeby) K.Richt.) – podgatunek rośliny z rodziny pałkowatych. Występuje w Europie, północnej Afryce po Iran na wschodzie.
W Polsce rośnie w rozproszeniu w części niżowej, głównie jej północnej i zachodniej części.

## Morfologia
ŁodygaRozgałęziona w górnej części, obwisła w czasie owocowania, o wysokości 40–85 cm.
LiścieZwieszone, szarozielone, zwężone ku szczytowi, do 120 cm długości.
KwiatyZebrane w główki, te z kolei zebrane w wiechę. Na największych odgałęzieniach kwiatostanu zwykle znajdują się dwie główki żeńskie i do dziesięciu męskich. słupki najszersze w środku. Działki okwiatu sztywne, ciemne.
OwocWrzecionowate pestkowce o długości 6–10 mm i szerokości 3–4 mm, połyskujące, słomianożółte lub żółtobrunatne, w dolnej części z trzema-sześcioma niewyraźnymi krawędziami. Pestki podłużnie, płytko bruzdkowane; bruzdki nie dobiegają do szczytu.

## Biologia i ekologia
Bylina, helofit. Kwitnie od czerwca do sierpnia. Rośnie w szuwarach nad wodami płynącymi i źródliskami. Liczba chromosomów 2n = 30. Gatunek charakterystyczny przypotokowych szuwarów ze związku Sparganio-Glycerion.

## Zagrożenia i ochrona
Roślina umieszczona na polskiej czerwonej liście w kategorii DD (stopień zagrożenia nie może być określony).